# Bar-sur-Aube
Bar-sur-Aube ist eine französische Gemeinde mit 4.743 Einwohnern (Stand 1. Januar 2022) und Hauptort des Arrondissements Bar-sur-Aube im Département Aube (benannt nach dem Fluss Aube) in der Region Grand Est. Die Einwohner werden Baralbins genannt. Paris ist 207 Kilometer entfernt, Troyes 52 Kilometer. Die Gemeinde wird vom Fluss Aube durchquert, in den hier die Bresse einmündet.

## Geschichte

### Antike bis frühe Neuzeit
Der Ort ist spätestens seit der jüngeren Eisenzeit (La-Tène-Kultur) besiedelt. Im Gemeindegebiet wurde ein Münzprägestempel gefunden, der den Namen des Lingonenhäuptlings Togirix trägt. In der Spätantike wurde Bar von den Hunnen verwüstet und gehörte nach der Reichsteilung der Franken zu Austrasien. Aus der Regierungszeit Karls des Kahlen sind Münzen mit dem Namen des Ortes erhalten. Unter den Grafen von Champagne war Bar ein wichtiges Handelszentrum durch seine Rolle als Standort einer im Hoch- und Spätmittelalter bedeutenden Champagnemesse, die 1636 durch eine Pestepidemie beendet wurde.

### 19. Jahrhundert
In der Revolutionszeit war Bar von 1790 bis 1800 Hauptort des Distrikts.
1814 begleitete der spätere erste deutsche Kaiser Wilhelm I. von Preußen seinen Vater als Hauptmann bei der Verfolgung Napoléons und erwarb in der Schlacht von Bar-sur-Aube als Anerkennung das Eiserne Kreuz.
1862 wurden die Befestigungen der Stadt geschleift.
Während des Deutsch-Französischen Krieges bekämpften sich 1870 die Armeen, zunächst unter den Oberbefehlshabern Helmuth Karl Bernhard Graf von Moltke und François-Achille Bazaine, in der Nähe von Bar-sur-Aube mit zahlreichen Toten auf beiden Seiten.

### 20. Jahrhundert
Im Ersten Weltkrieg nahm General Joseph Joffre vom 1. bis zum 4. September 1914 in der École Communale de garçons in Bar-sur-Aube sein Hauptquartier. Ab dem ersten Tag der Schlacht an der Marne war sein Hauptquartier in Châtillon-sur-Seine.
1918 errichtete und betrieb die US-Armee einen Truppenübungsplatz in Bar-sur-Aube, um US-Soldaten für die geplanten Offensiven auszubilden und zu trainieren.
Vom 31. Mai bis 23. Juni 1940, während des Frankreichfeldzuges, marschierte die 7. Infanterie-Division durch Bar-sur-Aube.

### Bevölkerungsentwicklung
| Jahr      | 1962 | 1968 | 1975 | 1982 | 1990 | 1999 | 2009 | 2018 |
| --------- | ---- | ---- | ---- | ---- | ---- | ---- | ---- | ---- |
| Einwohner | 4801 | 6008 | 7265 | 6943 | 6707 | 6261 | 5345 | 4844 |

## Sehenswürdigkeiten

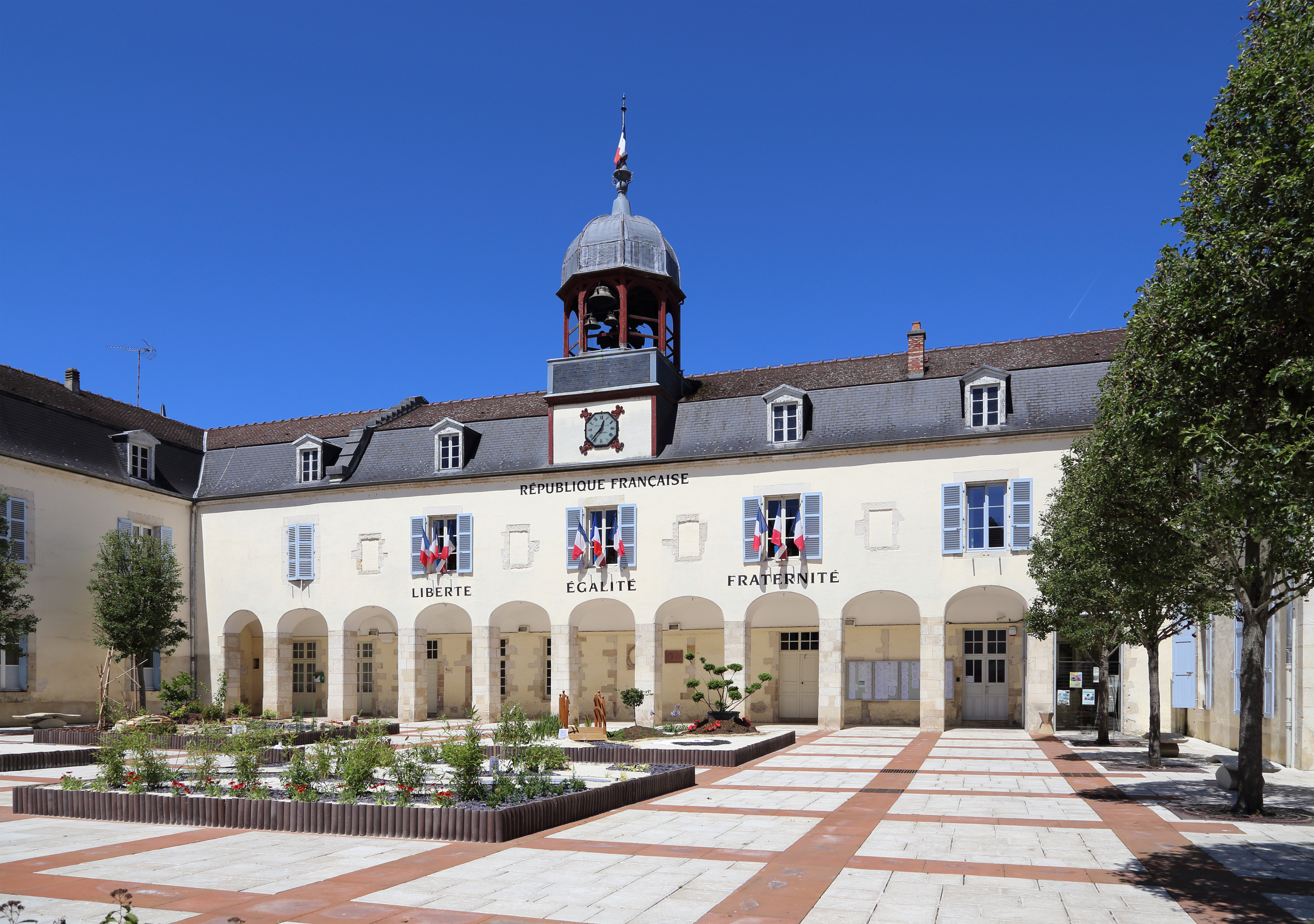
Rathaus von Bar-sur-Aube

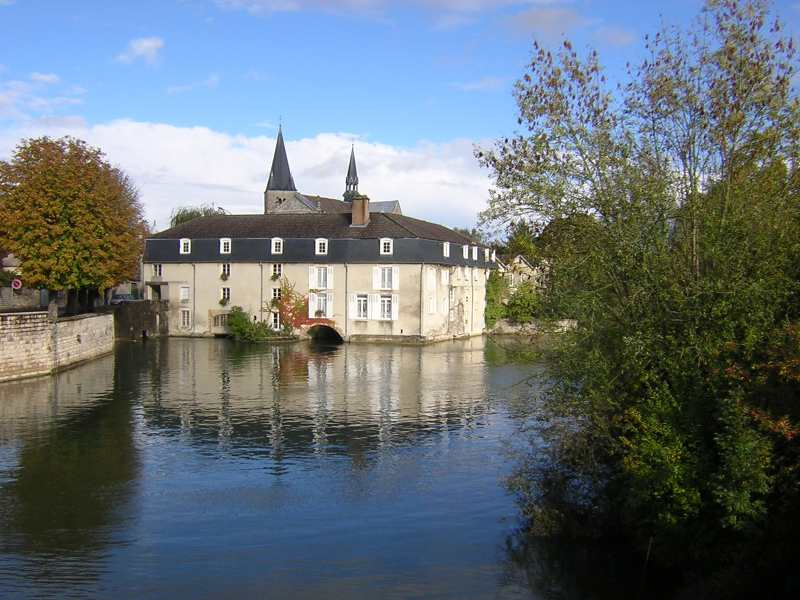
Vorne „Moulin des Marcasselles“ und Kirchturm von Saint-Maclou

- Rathaus. Ehemaliges Ursulinenkloster aus dem 17. Jahrhundert.
- Cellier (Keller) der Mönche aus dem 12. Jahrhundert. Dieses Haus war ein alter Wohnsitz der Mönche des Klosters Clairvaux.
- Bibliothek aus dem 16. bzw. 17. Jahrhundert.
- Kirche Saint-Pierre, burgundische Frühgotik aus dem 12. Jahrhundert mit ihrem Halloy, einer Holzgalerie um das Kirchengebäude, das den Händlern früher als Verkaufsraum diente.
- Kirche Saint-Maclou aus dem 12. und 14. Jahrhundert. Ihr Kirchturm ist der Rest eines Schlosses der Comtes, das auf Befehl Heinrichs IV. zerstört wurde.
- Saint-Jean-Kapelle des Ordens Saint-Jean.

## Verkehr
Die Gemeinde hat einen Bahnhof an der Bahnstrecke Paris–Mulhouse, welcher von TER Grand Est und Intercités Zügen bedient wird.

## Persönlichkeiten
- Gottfried von Villehardouin (frz.: Geoffroy de Villehardouin) (um 1160–um 1213), Ritter und Chronist des Vierten Kreuzzugs
- Bertrand de Bar-sur-Aube, einer der ersten namentlich bekannten Autoren altfranzösischer Epik
- Steve Bloomer (1874–1938), bekannter Fußballspieler in England vor dem Ersten Weltkrieg (28 Tore in 23 Spielen)
- Gaston Bachelard (1884–1962), französischer Philosoph

### Söhne und Töchter der Gemeinde
- Gaston Bachelard (1884–1962), Philosoph
- Maurice Emmanuel (1862–1938), Musikwissenschaftler, Musiklehrer und Komponist
- Didier Noblot (* 1965), französischer Geistlicher, römisch-katholischer Bischof von Saint-Flour
- Marinette Pichon (* 1975), Fußballnationalspielerin und – wie Bloomer – erfolgreiche Torschützin

## Partnerstadt
- Gernsheim (Deutschland), seit 1976

## Straßennamen in Deutschland
Die Barstraße in Berlin, Charlottenburg-Wilmersdorf, Ortsteil Wilmersdorf führt von der Brandenburgischen Straße am Fehrbelliner Platz zur Mecklenburgischen Straße und erinnert an die Schlacht vom 27. Februar 1814 während der Befreiungskriege bei Bar-sur-Aube zwischen Napoléon I. und der Hauptarmee der Alliierten unter Karl Philipp Fürst zu Schwarzenberg.
Auch die Barer Straße in München, Maxvorstadt erinnert an diese Ereignisse.
In der Partnerstadt Gernsheim gibt es noch eine Promenade de Bar sur Aube.